# SAB AB-20
Die SAB AB-20 und SAB AB-21 waren zwei französische Bomben- und Transportflugzeuge. Anfang der 1930er Jahre waren sie die größten Bomber der Welt. Sie blieben lediglich Prototypen. Weitere Bezeichnungen waren SASO-20 bzw. SASO-21 oder auch AB 20-BN-5.

## Geschichte
Die beiden Flugzeuge waren fast baugleich und unterschieden sich hauptsächlich durch die Antriebe. Vorgesehen war die Verwendung als Nachtbomber oder Truppentransporter. In letzterer Rolle konnten 15–20 voll ausgerüstete Infanteristen befördert werden.
Die AB-21 mit rund 37 Metern Spannweite und einem Fluggewicht von 13 Tonnen wurde von der Société Aérienne Bordelaise, später in der SNCASO aufgegangen, in Frankreich hergestellt. Dieser Schulterdecker mit nach außen stark verjüngten Flügeln und zwei parallelen Doppelrümpfen war vollkommen aus Metall gebaut und mit vier in den Flügeln angeordneten wassergekühlten V-Motoren ausgerüstet. Seine Bewaffnung bestand aus neun beweglichen Maschinengewehren, von denen vier Doppel-MG in je vier Ständen auf dem Flugzeug verteilt und ein einfaches MG im drehbaren Turm unter dem Rumpf angeordnet waren. Jedem MG waren 600 Schuss Munition beigegeben, die in einzelnen Trommeln untergebracht waren. In dem stufenförmigen Rumpfvorderteil befand sich der Bombenschütze, dahinter der FT-Raum und schräg nach oben schloss sich der Führerstand an. Die Bomben von insgesamt 2000 kg wurden in Magazinen im Rumpfmittelstück untergebracht.

## Einsatzländer
- Frankreich

## Technische Daten

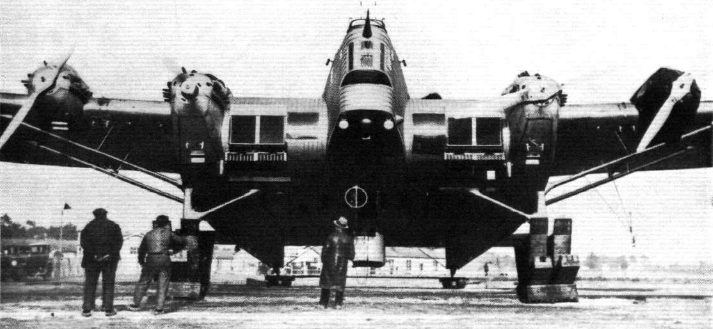
SAB-20

| Kenngröße              | Daten AB-20                                                             | Daten AB-21                                                             |
| ---------------------- | ----------------------------------------------------------------------- | ----------------------------------------------------------------------- |
| Besatzung              | 4–5                                                                     | 4–5 (6)                                                                 |
| Länge                  | 21,5 m                                                                  | 21,90 m                                                                 |
| Spannweite             | 37 m                                                                    | 36,70 m                                                                 |
| Höhe                   |                                                                         | 6,84 m                                                                  |
| Flügelfläche           | 206 m²                                                                  | 201 m²                                                                  |
| Flügelstreckung        | 6,6                                                                     | 6,7                                                                     |
| Flächenbelastung       | 70,9 kg/m²                                                              | 66 kg/m²                                                                |
| Leistungsbelastung     | 6,1 kg/PS                                                               | 6,6 kg/PS                                                               |
| Flächenleistung        | 11,6 PS/m²                                                              | 10 PS/m²                                                                |
| Rüstmasse              | 9.650 kg                                                                | 8.450 kg                                                                |
| Zuladung               | 4.950 kg                                                                | 4.800 kg                                                                |
| Startmasse             | 14.600 kg                                                               | 13.150 kg                                                               |
| Höchstgeschwindigkeit  | 210 km/h in Bodennähe 204 km/h in 2.000 m Höhe 197 km/h in 3.500 m Höhe | 198 km/h in Bodennähe 205 km/h in 2.000 m Höhe 210 km/h in 3.500 m Höhe |
| Mindestgeschwindigkeit | 110 km/h                                                                |                                                                         |
| Steigrate              | 2.000 m in 11 min 4.000 m in 36 min                                     | 2.000 m in 11 min 4.000 m in 25 min 5.000 m in 40 min                   |
| Dienstgipfelhöhe       | 4.700 m                                                                 | 5.500 m                                                                 |
| Reichweite             | 850 km                                                                  | 1.000 km                                                                |
| Triebwerke             | vier 12-Zylinder-W-Motoren Lorraine Courlis mit jeweils 600 PS (441 kW) | vier 12-Zylinder-V-Motoren Lorraine Petrel mit jeweils 500 PS (368 kW)  |
| Bewaffnung             | neun 7,5-mm-MG in vier Ständen und einem drehbaren Turm 2.000 kg Bomben | neun 7,5-mm-MG in vier Ständen und einem drehbaren Turm 2.000 kg Bomben |